# فهرست نقل و انتقالات فوتبال ایران در تابستان ۱۳۸۸
فصل نقل و انتقالات فوتبال ایران در تابستان ۱۳۸۸، فصل نقل و انتقالات میان دو فصل ۸۸–۸۷ و ۸۹–۸۸ فوتبال ایران از تاریخ ۲ خرداد ۱۳۸۸ تا ۵ مرداد ۱۳۸۸ است.

## قوانین
- اگر بازیکنی قبل از مهلت مقرر و در فصل نقل و انتقالات با باشگاهی قرارداد یا توافق نامه تنظیم نماید (با امضا و اثر انگشت بازیکن و مهر و امضا مدیرعامل باشگاه) (به شرط انجام تعهدات فیمابین) در صورت عقد قرارداد دیگر با هر باشگاهی در فصل نقل و انتقالات اعلامی از سوی سازمان لیگ بازیکن بابت عقد قرارداد یا توافق اولیه متخلف شناخته می‌شود و بازیکن مزبور به میزان ۵۰٪ مبلغ توافقی اولیه قرارداد جریمه خواهد شد.
- اگر باشگاهی پس از ثبت قرارداد رسمی بازیکن، نام وی را در لیست اسامی بازیکنان آن فصل درج ننماید باشگاه متخلف شناخته می‌شود و ۵۰٪ مبلغ قرارداد جریمه خواهد شد.
- بازیکنانی که در فصل قبل عضویت تیمهای لیگ برتری را داشته باشند در فصل آتی سهم لیگ برتری محسوب می‌شوند. بدیهی است اگر این بازیکنان حتی در لیگ‌های پائین‌تر یا استانی یا شهرستانی قرارداد منعقد نموده و بازی نمایند در صورت انتقال به هر باشگاهی سهمیه لیگ برتری محسوب خواهند شد.
- قرارداد فیمابین باشگاه‌ها و بازیکنان پس از تسویه حساب مالی بازیکنان و باشگاه و پس از ارائه مفاصا حساب مالیاتی قابل ثبت در هیئت فوتبال استان خواهد بود.

### بازیکنان خارجی
- هر باشگاه می‌تواند با شرایط زیر حداکثر ۴ بازیکن خارجی را استخدام نماید.

الف ـ حداقل یکی از بازیکنان خارجی حتماً می‌باید آسیائی باشد.
ب ـ بازیکنان آسیائی و آفریقائی می‌بایست حتماً سابقه بازی در تیم ملی بزرگسالان یا امید کشور متبوع و بازیکنان اروپائی و آمریکای جنوبی می‌بایست حتماً سابقه بازی در لیگ برتر یا دسته اول کشور متبوع را داشته باشند.
ج ـ هرباشگاه می‌تواند حداکثر از ۳ بازیکن خارجی در هر زمان از بازی استفاده نماید.
- باشگاه‌ها حق در اختیار گرفتن دروازه‌بان خارجی را ندارند و دروازه بانان خارجی که قراردادشان با باشگاه‌ها تمام شده باشد حق تمدید قرارداد را ندارند.

## لیگ برتر

### ابومسلم
| شماره |       | پست       | بازیکن                      |
| ----- | ----- | --------- | --------------------------- |
| --    | ایران | دروازه‌بان | مجید غلامی (از پیام)        |
| --    | ایران | هافبک     | محمدعلی صنعتی (از پیام)     |
| --    | ایران | هافبک     | روح‌الله سلطانی (از پیام)    |
| --    | ایران | هافبک     | محمد صحیمی (از پیام)        |
| --    | ایران | هافبک     | علیرضا جلیلی (از پیام)      |
| --    | ایران | مهاجم     | محمدرضا رجب زاده (از پیام)  |
| --    | ایران | هافبک     | فرشاد بهادرانی (از سپاهان)  |
| --    | ایران | هافبک     | ابراهیم لوینیان (از سپاهان) |
| --    | ایران | هافبک     | آدریانو آلوز (بازیکن آزاد)  |
| --    | ایران | هافبک     | میلاد نوری (از استقلال)     |

| شماره |       | پست       | بازیکن                      |
| ----- | ----- | --------- | --------------------------- |
| --    | ایران | دروازه‌بان | مجید غلامی (از پیام)        |
| --    | ایران | هافبک     | محمدعلی صنعتی (از پیام)     |
| --    | ایران | هافبک     | روح‌الله سلطانی (از پیام)    |
| --    | ایران | هافبک     | محمد صحیمی (از پیام)        |
| --    | ایران | هافبک     | علیرضا جلیلی (از پیام)      |
| --    | ایران | مهاجم     | محمدرضا رجب زاده (از پیام)  |
| --    | ایران | هافبک     | فرشاد بهادرانی (از سپاهان)  |
| --    | ایران | هافبک     | ابراهیم لوینیان (از سپاهان) |
| --    | ایران | هافبک     | آدریانو آلوز (بازیکن آزاد)  |
| --    | ایران | هافبک     | میلاد نوری (از استقلال)     |

| شماره |       | پست       | بازیکن                  |
| ----- | ----- | --------- | ----------------------- |
| ۱     | ایران | دروازه‌بان | شهاب گردان (به ذوب‌آهن)  |
| ۸     | ایران | هافبک     | میثم بائو (به پرسپولیس) |

| شماره |       | پست       | بازیکن                  |
| ----- | ----- | --------- | ----------------------- |
| ۱     | ایران | دروازه‌بان | شهاب گردان (به ذوب‌آهن)  |
| ۸     | ایران | هافبک     | میثم بائو (به پرسپولیس) |

### استقلال اهواز
| شماره |       | پست   | بازیکن                |
| ----- | ----- | ----- | --------------------- |
| --    | ایران | هافبک | محمد مطوری (از پیام)  |
| --    | ایران | هافبک | محسن ارزانی (از پیام) |

| شماره |       | پست   | بازیکن                |
| ----- | ----- | ----- | --------------------- |
| --    | ایران | هافبک | محمد مطوری (از پیام)  |
| --    | ایران | هافبک | محسن ارزانی (از پیام) |

| شماره |      | پست   | بازیکن                     |
| ----- | ---- | ----- | -------------------------- |
| ۲۶    | عراق | هافبک | هیثم کاظم (به نیروی هوائی) |

| شماره |      | پست   | بازیکن                     |
| ----- | ---- | ----- | -------------------------- |
| ۲۶    | عراق | هافبک | هیثم کاظم (به نیروی هوائی) |

### استقلال
| شماره |       | پست       | بازیکن                         |
| ----- | ----- | --------- | ------------------------------ |
| --    | ایران | دروازه‌بان | محمد محمدی (از پیکان)          |
| --    | ایران | مدافع     | حنیف عمران زاده (از پاس همدان) |
| --    | ایران | مدافع     | امیرحسین صادقی (از مس کرمان)   |
| --    | ایران | هافبک     | جواد مالمیر (از سایپا)         |
| --    | ایران | مهاجم     | رضا عنایتی (از النصر)          |
| --    | ایران | مهاجم     | سیدمهدی سیدصالحی (از پیکان)    |
| --    | ایران | هافبک     | مهرشاد مؤمنی (از پاس همدان)    |

| شماره |       | پست       | بازیکن                         |
| ----- | ----- | --------- | ------------------------------ |
| --    | ایران | دروازه‌بان | محمد محمدی (از پیکان)          |
| --    | ایران | مدافع     | حنیف عمران زاده (از پاس همدان) |
| --    | ایران | مدافع     | امیرحسین صادقی (از مس کرمان)   |
| --    | ایران | هافبک     | جواد مالمیر (از سایپا)         |
| --    | ایران | مهاجم     | رضا عنایتی (از النصر)          |
| --    | ایران | مهاجم     | سیدمهدی سیدصالحی (از پیکان)    |
| --    | ایران | هافبک     | مهرشاد مؤمنی (از پاس همدان)    |

| شماره |       | پست       | بازیکن                         |
| ----- | ----- | --------- | ------------------------------ |
| ۲۲    | ایران | دروازه‌بان | اشکان نامداری (آزاد اعلام شد)  |
| ۱۹    | ایران | مهاجم     | علی علیزاد (آزاد اعلام شد)     |
| ۱۲    | ایران | مهاجم     | احمد خذیراوی (آزاد اعلام شد)   |
| ۱۳    | ایران | مدافع     | ابراهیم تقی پور (به صبا)       |
| ۳۰    | ایران | مهاجم     | علیرضا عباسفرد (به پیکان)      |
| ۱۱    | ایران | هافبک     | میثم منیعی (به مس کرمان)       |
| ۲۹    | ایران | هافبک     | یدالله اکبری (به پاس همدان)    |
| ۲۰    | ایران | مدافع     | پیروز قربانی (به مس کرمان)     |
| --    | ایران | دروازه‌بان | محمد حسین نائجی (به پرسپولیس)  |
| ۱۸    | ایران | هافبک     | مهرداد پولادی (به تراکتورسازی) |
| ۲۱    | ایران | هافبک     | میلاد نوری (به ابومسلم)        |
| ۲۵    | ایران | هافبک     | سعید بیات مطلق (به پاس همدان)  |

| شماره |       | پست       | بازیکن                         |
| ----- | ----- | --------- | ------------------------------ |
| ۲۲    | ایران | دروازه‌بان | اشکان نامداری (آزاد اعلام شد)  |
| ۱۹    | ایران | مهاجم     | علی علیزاد (آزاد اعلام شد)     |
| ۱۲    | ایران | مهاجم     | احمد خذیراوی (آزاد اعلام شد)   |
| ۱۳    | ایران | مدافع     | ابراهیم تقی پور (به صبا)       |
| ۳۰    | ایران | مهاجم     | علیرضا عباسفرد (به پیکان)      |
| ۱۱    | ایران | هافبک     | میثم منیعی (به مس کرمان)       |
| ۲۹    | ایران | هافبک     | یدالله اکبری (به پاس همدان)    |
| ۲۰    | ایران | مدافع     | پیروز قربانی (به مس کرمان)     |
| --    | ایران | دروازه‌بان | محمد حسین نائجی (به پرسپولیس)  |
| ۱۸    | ایران | هافبک     | مهرداد پولادی (به تراکتورسازی) |
| ۲۱    | ایران | هافبک     | میلاد نوری (به ابومسلم)        |
| ۲۵    | ایران | هافبک     | سعید بیات مطلق (به پاس همدان)  |

### استیل‌آذین
| شماره |  | پست | بازیکن |
| ----- |  | --- | ------ |

| شماره |  | پست | بازیکن |
| ----- |  | --- | ------ |

| شماره |  | پست | بازیکن |
| ----- |  | --- | ------ |

| شماره |  | پست | بازیکن |
| ----- |  | --- | ------ |

### پاس همدان
| شماره |       | پست   | بازیکن         |
| ----- | ----- | ----- | -------------- |
| --    | ایران | هافبک | آرمن طهماسبیان |

| شماره |       | پست   | بازیکن         |
| ----- | ----- | ----- | -------------- |
| --    | ایران | هافبک | آرمن طهماسبیان |

| شماره |       | پست   | بازیکن                       |
| ----- | ----- | ----- | ---------------------------- |
| ۱۳    | ایران | مدافع | جواد شیرزاد (به فولاد)       |
| --    | ایران | مدافع | حنیف عمران زاده (به استقلال) |

| شماره |       | پست   | بازیکن                       |
| ----- | ----- | ----- | ---------------------------- |
| ۱۳    | ایران | مدافع | جواد شیرزاد (به فولاد)       |
| --    | ایران | مدافع | حنیف عمران زاده (به استقلال) |

### پرسپولیس
| شماره |       | پست   | بازیکن                                            |
| ----- | ----- | ----- | ------------------------------------------------- |
| ۵     | آلمان | مهاجم | اشپیتیم آریفی (از پیام)                           |
| --    | ایران | هافبک | ابراهیم شکوری (از پیام)                           |
| --    | ایران | مدافع | شیث رضایی (از صبای قم)                            |
| --    | ایران | مدافع | جلال اکبری (از باشگاه فوتبال فولاد مبارکه سپاهان) |

| شماره |       | پست   | بازیکن                                            |
| ----- | ----- | ----- | ------------------------------------------------- |
| ۵     | آلمان | مهاجم | اشپیتیم آریفی (از پیام)                           |
| --    | ایران | هافبک | ابراهیم شکوری (از پیام)                           |
| --    | ایران | مدافع | شیث رضایی (از صبای قم)                            |
| --    | ایران | مدافع | جلال اکبری (از باشگاه فوتبال فولاد مبارکه سپاهان) |

| شماره |       | پست   | بازیکن                                                    |
| ----- | ----- | ----- | --------------------------------------------------------- |
| ۱۷    | سنگال | مهاجم | ابراهیم توره (به باشگاه فوتبال فولاد مبارکه سپاهان)       |
| ۱۵    | ایران | مدافع | محمد علوی (به فولاد)                                      |
| ۱0    | ایران |       | علیرضا نیکبخت واحدی (به باشگاه فوتبال تراکتور سازی تبریز) |

| شماره |       | پست   | بازیکن                                                    |
| ----- | ----- | ----- | --------------------------------------------------------- |
| ۱۷    | سنگال | مهاجم | ابراهیم توره (به باشگاه فوتبال فولاد مبارکه سپاهان)       |
| ۱۵    | ایران | مدافع | محمد علوی (به فولاد)                                      |
| ۱0    | ایران |       | علیرضا نیکبخت واحدی (به باشگاه فوتبال تراکتور سازی تبریز) |

### ذوب‌آهن
| شماره |       | پست       | بازیکن                  |
| ----- | ----- | --------- | ----------------------- |
| --    | ایران | دروازه‌بان | شهاب گردان (از ابومسلم) |

| شماره |       | پست       | بازیکن                  |
| ----- | ----- | --------- | ----------------------- |
| --    | ایران | دروازه‌بان | شهاب گردان (از ابومسلم) |

| شماره |       | پست       | بازیکن                     |
| ----- | ----- | --------- | -------------------------- |
| ۱     | سنگال | دروازه‌بان | عیسی اندوی (آزاد اعلام شد) |

| شماره |       | پست       | بازیکن                     |
| ----- | ----- | --------- | -------------------------- |
| ۱     | سنگال | دروازه‌بان | عیسی اندوی (آزاد اعلام شد) |

### راه‌آهن
| شماره |       | پست   | بازیکن               |
| ----- | ----- | ----- | -------------------- |
| --    | ایران | هافبک | حسین کوشکی (از پیام) |
| --    | ایران | مهاجم | محسن زاهدی (از پیام) |

| شماره |       | پست   | بازیکن               |
| ----- | ----- | ----- | -------------------- |
| --    | ایران | هافبک | حسین کوشکی (از پیام) |
| --    | ایران | مهاجم | محسن زاهدی (از پیام) |

| شماره |       | پست   | بازیکن               |
| ----- | ----- | ----- | -------------------- |
| --    | ایران | مدافع | حسین آشنا (به فولاد) |

| شماره |       | پست   | بازیکن               |
| ----- | ----- | ----- | -------------------- |
| --    | ایران | مدافع | حسین آشنا (به فولاد) |

### سایپا
| شماره |        | پست   | بازیکن                         |
| ----- | ------ | ----- | ------------------------------ |
| --    | کامرون | مهاجم | جان دی نگودی (از ابومسلم)      |
| --    | ایران  | مهاجم | رضا خالقی فر (از مقاومت سپاسی) |
| --    | ایران  | هافبک | داریوش یزدانی (از تراکتورسازی) |

| شماره |        | پست   | بازیکن                         |
| ----- | ------ | ----- | ------------------------------ |
| --    | کامرون | مهاجم | جان دی نگودی (از ابومسلم)      |
| --    | ایران  | مهاجم | رضا خالقی فر (از مقاومت سپاسی) |
| --    | ایران  | هافبک | داریوش یزدانی (از تراکتورسازی) |

| شماره |       | پست   | بازیکن                    |
| ----- | ----- | ----- | ------------------------- |
| 10    | ایران | هافبک | کیانوش رحمتی (به استقلال) |

| شماره |       | پست   | بازیکن                    |
| ----- | ----- | ----- | ------------------------- |
| 10    | ایران | هافبک | کیانوش رحمتی (به استقلال) |

### سپاهان
| شماره |       | پست   | بازیکن                      |
| ----- | ----- | ----- | --------------------------- |
| --    | ایران | هافبک | احمد آل نعمه (از فولاد)     |
| --    | سنگال | هافبک | ابراهیم توره (از پرسپولیس)  |
| --    | سنگال | مهاجم | مهدی کریمیان (از برق شیراز) |

| شماره |       | پست   | بازیکن                      |
| ----- | ----- | ----- | --------------------------- |
| --    | ایران | هافبک | احمد آل نعمه (از فولاد)     |
| --    | سنگال | هافبک | ابراهیم توره (از پرسپولیس)  |
| --    | سنگال | مهاجم | مهدی کریمیان (از برق شیراز) |

| شماره |       | پست   | بازیکن                   |
| ----- | ----- | ----- | ------------------------ |
| --    | ایران | مدافع | جلال اکبری (به پرسپولیس) |

| شماره |       | پست   | بازیکن                   |
| ----- | ----- | ----- | ------------------------ |
| --    | ایران | مدافع | جلال اکبری (به پرسپولیس) |

### صبای قم
| شماره |  | پست | بازیکن |
| ----- |  | --- | ------ |

| شماره |  | پست | بازیکن |
| ----- |  | --- | ------ |

| شماره |                 | پست       | بازیکن                      |
| ----- | --------------- | --------- | --------------------------- |
| ۱     | بوسنی و هرزگوین | دروازه‌بان | المیر تولیا (آزاد اعلام شد) |
| 13    | ایران           | مدافع     | شیث رضایی (به پرسپولیس)     |

| شماره |                 | پست       | بازیکن                      |
| ----- | --------------- | --------- | --------------------------- |
| ۱     | بوسنی و هرزگوین | دروازه‌بان | المیر تولیا (آزاد اعلام شد) |
| 13    | ایران           | مدافع     | شیث رضایی (به پرسپولیس)     |

### فولاد
| شماره |       | پست   | بازیکن                     |
| ----- | ----- | ----- | -------------------------- |
| --    | ایران | مدافع | حسین آشنا (از راه‌آهن)      |
| --    | ایران | مدافع | علی حمودی (از مس کرمان)    |
| --    | ایران | مدافع | محمد علوی (از پرسپولیس)    |
| --    | ایران | هافبک | جواد شیرزاد (از پاس همدان) |

| شماره |       | پست   | بازیکن                     |
| ----- | ----- | ----- | -------------------------- |
| --    | ایران | مدافع | حسین آشنا (از راه‌آهن)      |
| --    | ایران | مدافع | علی حمودی (از مس کرمان)    |
| --    | ایران | مدافع | محمد علوی (از پرسپولیس)    |
| --    | ایران | هافبک | جواد شیرزاد (از پاس همدان) |

| شماره |        | پست       | بازیکن                        |
| ----- | ------ | --------- | ----------------------------- |
| ۱۴    | ایران  | هافبک     | احمد آل نعمه (به سپاهان)      |
| ۳۳    | پرتغال | دروازه‌بان | کارلوس آلبرتو (آزاد اعلام شد) |

| شماره |        | پست       | بازیکن                        |
| ----- | ------ | --------- | ----------------------------- |
| ۱۴    | ایران  | هافبک     | احمد آل نعمه (به سپاهان)      |
| ۳۳    | پرتغال | دروازه‌بان | کارلوس آلبرتو (آزاد اعلام شد) |

### مس کرمان
| شماره |       | پست   | بازیکن                    |
| ----- | ----- | ----- | ------------------------- |
| --    | ایران | مهاجم | علی سامره (از الشعب)      |
| --    | ایران | مدافع | پیروز قربانی (از استقلال) |

| شماره |       | پست   | بازیکن                    |
| ----- | ----- | ----- | ------------------------- |
| --    | ایران | مهاجم | علی سامره (از الشعب)      |
| --    | ایران | مدافع | پیروز قربانی (از استقلال) |

| شماره |       | پست   | بازیکن                      |
| ----- | ----- | ----- | --------------------------- |
| 20    | ایران | مدافع | امیرحسین صادقی (به استقلال) |
| --    | ایران | مدافع | علی حمودی (به فولاد)        |

| شماره |       | پست   | بازیکن                      |
| ----- | ----- | ----- | --------------------------- |
| 20    | ایران | مدافع | امیرحسین صادقی (به استقلال) |
| --    | ایران | مدافع | علی حمودی (به فولاد)        |